# 페다인 사담

페다인 사담(فدائيي صدام)은 1995년에 조직된 이라크의 3만∼4만 명 규모의 특수보안부대를 말한다. 아랍어로 "사담 후세인 전 대통령을 위한 순교자"라는 뜻이며 사담 후세인 대통령의 장남인 우다이 후세인이 총 사령관이었다. "후세인에게 목숨을 바치는 부대"란 별명을 갖고 있다. 후세인에 대한 충성도가 높은 지역의 16세 이상의 청년 중 선발하며 혹독한 훈련을 거쳐야 부대의 일원이 될 수 있다. 부대의 일원이 되면 혜택과 경제적 보상이 주어진다.
평상시에는 반체제 인사들을 감시 관리하는 정치적인 업무를 수행하며 전쟁 중에는 게릴라전을 수행하는 등의 군사활동을 전개하는데, 항복하는 것처럼 속인 뒤에 공격을 강하는 이른바 위장 항복 전술을 쓰기도 한다. 2003년 5월 해산되었다.